# Tariq al-Hashimi
Tariq al-Hashimi (tiếng Ả Rập: طارق الهاشمي; sinh 1942) là một chính trị gia Iraq. Trước đó ông là tổng thư ký của đảng Hồi Giáo Iraq cho đến tháng 5 năm 2009. Ông là phó tổng thống Iraq trong chính phủ thành lập sau cuộc bầu cử tháng 11 năm 2005. Sau đó ông tái đắc cử phó tổng thống năm 2011. Tháng 12 năm 2011, ông đào thoát qua Thổ Nhĩ Kỳ sau khi bị buộc tội chủ mưu sát nhân. Tháng 9 năm 2012, tòa án Iraq lên án tử hình ông vì dính líu đến vụ giết một viên chức an ninh và một luật sư.